# Beatrix van Hohenzollern
Beatrix (Neurenberg, 1362 — Perchtoldsdorf, 10 juni 1414), uit het huis Hohenzollern, was een dochter van burggraaf Frederik V van Neurenberg. Ze trouwde in 1375 met Albrecht III van Oostenrijk en schonk hem in 1377 een zoon, Albrecht IV.

## Voorouders
| Voorouders van Beatrix van Hohenzollern (1362–1414) | Voorouders van Beatrix van Hohenzollern (1362–1414)                           | Voorouders van Beatrix van Hohenzollern (1362–1414)                           | Voorouders van Beatrix van Hohenzollern (1362–1414)                                   | Voorouders van Beatrix van Hohenzollern (1362–1414)                                   | Voorouders van Beatrix van Hohenzollern (1362–1414)                      | Voorouders van Beatrix van Hohenzollern (1362–1414)                      | Voorouders van Beatrix van Hohenzollern (1362–1414)                      | Voorouders van Beatrix van Hohenzollern (1362–1414)                      |
| --------------------------------------------------- | ----------------------------------------------------------------------------- | ----------------------------------------------------------------------------- | ------------------------------------------------------------------------------------- | ------------------------------------------------------------------------------------- | ------------------------------------------------------------------------ | ------------------------------------------------------------------------ | ------------------------------------------------------------------------ | ------------------------------------------------------------------------ |
| Overgrootouders                                     | Frederik IV van Neurenberg (1287–1332) ∞ Margaretha van Gorizia-Tirol (–1348) | Frederik IV van Neurenberg (1287–1332) ∞ Margaretha van Gorizia-Tirol (–1348) | Berthold VII van Henneberg-Schleusingen (1272–1340) ∞ Adelheid van Hessen (1268–1317) | Berthold VII van Henneberg-Schleusingen (1272–1340) ∞ Adelheid van Hessen (1268–1317) | Frederik I van Meißen (1257–1323) ∞ Agnes van Gorizia-Tirol (-1293)      | Frederik I van Meißen (1257–1323) ∞ Agnes van Gorizia-Tirol (-1293)      | Keizer Lodewijk de Beier (1282–1347) ∞ Beatrix van Silezië (1290–1322)   | Keizer Lodewijk de Beier (1282–1347) ∞ Beatrix van Silezië (1290–1322)   |
| Grootouders                                         | Johan II van Neurenberg (1309–1357) ∞ Elisabeth van Henneberg (–1377)         | Johan II van Neurenberg (1309–1357) ∞ Elisabeth van Henneberg (–1377)         | Johan II van Neurenberg (1309–1357) ∞ Elisabeth van Henneberg (–1377)                 | Johan II van Neurenberg (1309–1357) ∞ Elisabeth van Henneberg (–1377)                 | Frederik II van Meißen (1310–1349) ∞ Mathilde van Beieren (1313-1346)    | Frederik II van Meißen (1310–1349) ∞ Mathilde van Beieren (1313-1346)    | Frederik II van Meißen (1310–1349) ∞ Mathilde van Beieren (1313-1346)    | Frederik II van Meißen (1310–1349) ∞ Mathilde van Beieren (1313-1346)    |
| Ouders                                              | Frederik V van Neurenberg (1333–1398) ∞ Elisabeth van Meißen (1329–1375)      | Frederik V van Neurenberg (1333–1398) ∞ Elisabeth van Meißen (1329–1375)      | Frederik V van Neurenberg (1333–1398) ∞ Elisabeth van Meißen (1329–1375)              | Frederik V van Neurenberg (1333–1398) ∞ Elisabeth van Meißen (1329–1375)              | Frederik V van Neurenberg (1333–1398) ∞ Elisabeth van Meißen (1329–1375) | Frederik V van Neurenberg (1333–1398) ∞ Elisabeth van Meißen (1329–1375) | Frederik V van Neurenberg (1333–1398) ∞ Elisabeth van Meißen (1329–1375) | Frederik V van Neurenberg (1333–1398) ∞ Elisabeth van Meißen (1329–1375) |

- Gemeinsame Normdatei: 101797943X
- Virtual International Authority File: 221035157